# Gibson ES-100
Gibson ES-100 byla kytara vyráběná společností Gibson Guitar Corporation v letech 1938–1941. V roce 1946 byl představen její nástupce, kytara
Gibson ES-125.